# Pussos
Pussos is een plaats (freguesia) in de Portugese gemeente Alvaiázere en telt 1 327 inwoners (2001).